# Микшино (Вологодская область)
Микшино — деревня в Нюксенском районе Вологодской области.
Входит в состав Городищенского сельского поселения, с точки зрения административно-территориального деления — в Городищенский сельсовет.
Расстояние по автодороге до районного центра Нюксеницы — 45 км, до центра муниципального образования Городищны — 5 км. Ближайшие населённые пункты — Лукино, Ляменская, Слободка, Ананьевская, Юшково, Великий Двор.
По переписи 2002 года население — 31 человек (11 мужчин, 20 женщин). Всё население — русские.